# أنجيلا غريغوري
أنجيلا غريغوري (بالإنجليزية: Angela Gregory) هي رسامة أمريكية، ولدت في 18 أكتوبر 1903 في نيو أورلينز في الولايات المتحدة، وتوفي بنفس المكان في 13 فبراير 1990.